# Festival de la fiction TV de Saint-Tropez 2004
La 6e édition du Festival de la fiction TV s'est déroulée à Saint-Tropez, du 16 au 18 septembre 2004.   

## Jury
Le jury était composé de :

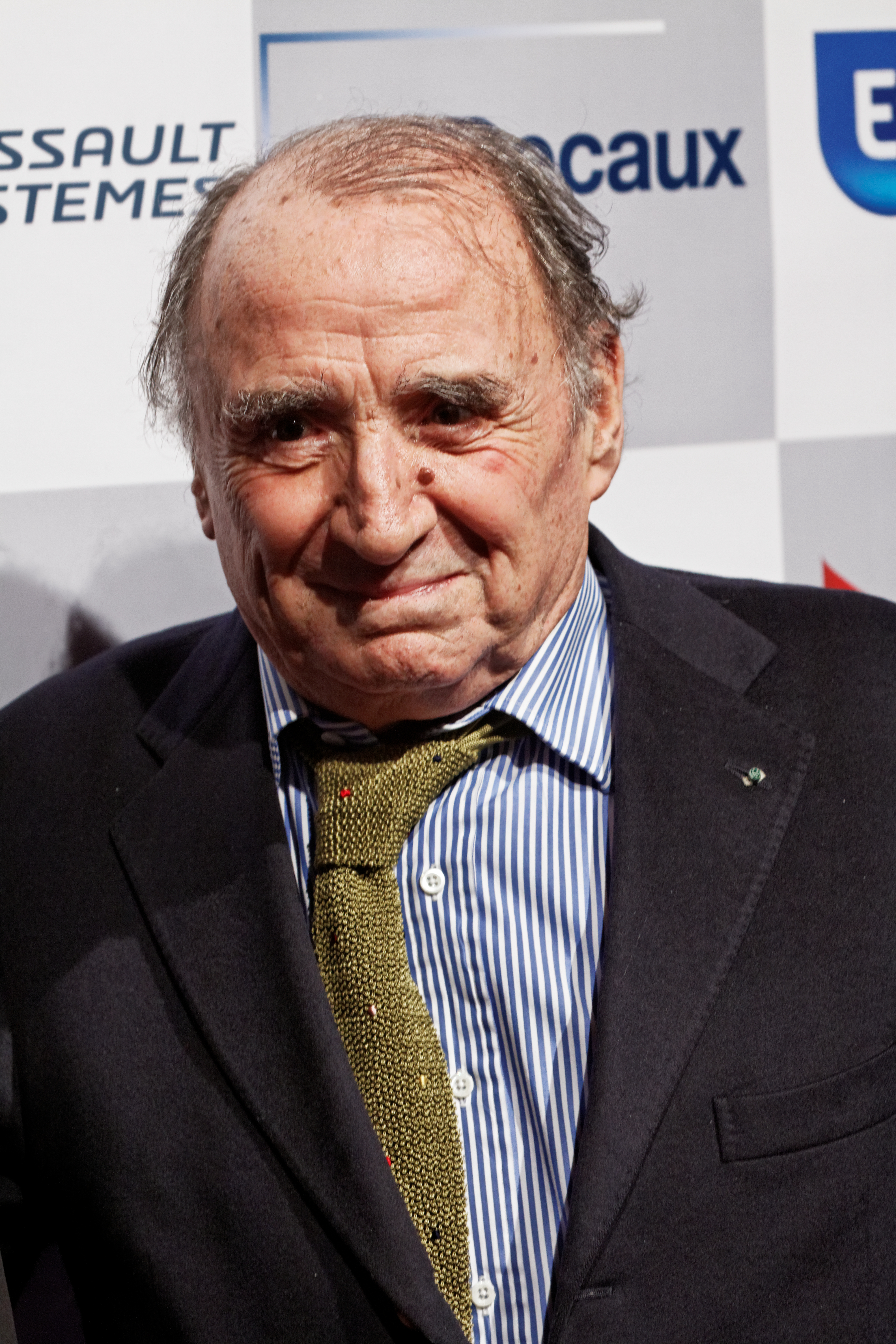
Claude Brasseur, président du jury

- Claude Brasseur (président), comédien
- Marie-Anne Chazel, comédienne
- Sonia Rolland, comédienne
- Robin Renucci, comédien
- Philippe Setbon, scénariste
- Georges Corraface, comédien
- Carolin Petit, compositeur
- Charlotte Brändström, réalisatrice
- Raymond Vouillamoz, journaliste et producteur

## En compétition
Les fictions suivantes étaient en compétition :

### Téléfilms unitaires
- Le Silence de la mer (France 2), de Pierre Boutron
- La Fuite de Monsieur Monde (France 2), de Claude Goretta
- Une place parmi les vivants (Arte), de Raoul Ruiz
- Les Jumeaux oubliés (M6), de Jérôme Cornuau
- Le Voyage de Louisa (France 2), de Patrick Volson
- Une autre vie (France 3), de Luc Béraud
- Malaterra (France 3), de Philippe Carrese

### Mini-séries
- À cran, deux ans après (France 2), d'Alain Tasma
- Lagardère (France 2), réalisé par Henri Helman

### Séries quotidiennes
- Plus belle la vie (France 3), de Michelle Podroznik et Hubert Besson

### Séries de prime time
- Péril imminent (TF1)
- Trois femmes flics (France 2)

### Séries pour la jeunesse
- Léa Parker (M6)
- Même âge, même adresse (M6)
- Kça (France 3)
- Une fille d'enfer (France 2)
- Vice versa (France 2)

## Présentés hors compétition
- Les Amants du bagne (France 2), de Thierry Binisti
- Le Voyageur sans bagage (France 3), de Pierre Boutron
- Premier secours (TF1)

## Palmarès
Le jury a décerné les prix suivants : 
- Meilleur téléfilm : Le Silence de la mer
- Meilleure série : Péril imminent
- Meilleure mini-série : À cran, deux ans après
- Meilleure interprétation féminine : Julie Delarme pour Le Silence de la mer
- Meilleure interprétation masculine : Bernard Le Coq pour La Fuite de Monsieur Monde
- Révélation et découverte : William Nadylam pour Une autre vie et Mélèze Bouzid pour Le voyage de Louisa
- Meilleure réalisation : Alain Tasma pour À cran, deux ans après
- Meilleur scénario : Gérard Carré, Marie Montarnal, Alain Tasma et Gilles Taurand pour À cran, deux ans après
- Meilleure musique : Jean-Claude et Angélique Nachon pour Le Silence de la mer
- Prix spécial du jury - Ville de Saint-Tropez : Malaterra, avec une mention spéciale à Roger Pasturel.
- Prix de la technique : Serge Dell’Amico (photo) pour Malaterra
- Héros de série préféré des Français (prix du public Téléstar/TMC) : Corinne Touzet pour Une femme d'honneur